# Pedro Barros
Pedro Barros (n. 16 martie 1995, Florianópolis, Santa Catarina, Brazilia) este un skateboarder ce a reprezentat Brazilia, medaliat olimpic. A participat la o ediție a Jocurilor Olimpice (2020) în care a câștigat o medalie de argint.

## Participări
Lista de mai jos prezintă principalele competiții la care a participat Pedro Barros de-a lungul carierei.
- Skateboarding la Jocurile Olimpice de vară din 2020 - park masculin[2]